# Hösjön, Småland
Hösjön är en sjö i Gislaveds kommun i Småland och ingår i Lagans huvudavrinningsområde. Sjön är 15,3 meter djup, har en yta på 0,498 kvadratkilometer och är belägen 174 meter över havet. Sjön avvattnas av vattendraget Belån. Vid provfiske har abborre, braxen, gädda och mört fångats i sjön.

## Delavrinningsområde
Hösjön ingår i det delavrinningsområde (633410-136701) som SMHI kallar för Mynnar i Lillån. Avrinningsområdets medelhöjd är 166 meter över havet och ytan är 28,41 kvadratkilometer. Det finns inga delavrinningsområden uppströms utan avrinningsområdet är högsta punkten. Belån som avvattnar avrinningsområdet har biflödesordning 4, vilket innebär att vattnet flödar genom totalt 4 vattendrag innan det når havet efter 152 kilometer. Delavrinningsområdet består mestadels av skog (57 procent), jordbruk (14 procent) och sankmarker (13 procent). Avrinningsområdet har 0,7 kvadratkilometer vattenytor vilket ger det en sjöprocent på 2,4 procent.